# Frank Schumann (Handballspieler)
Frank Schumann (* 28. Dezember 1979 in Gladbeck) ist ein ehemaliger deutscher Handballspieler. Er spielte zuletzt in der 2. Handball-Bundesliga für die HSG Nordhorn-Lingen.

## Karriere
Über die Stationen VfL Gladbeck und TSG Herdecke kam er zum damaligen Bundesligisten SG Solingen. Nach nur einer Spielzeit wechselte er zur HSG Nordhorn, für die der Abwehrspezialist vier Jahre aktiv war. Nach insgesamt 100 Spielen für die HSG wechselte er zum damaligen Zweitligisten Füchse Berlin. Mit den Berlinern stieg er 2007 in die Bundesliga auf. Seinen bis 2008 laufenden Vertrag bei den Füchsen verlängerte er nicht, da er sich in der Metropole nicht wohlfühlte. Ab der Saison 2008/09 spielte er für den ASV Hamm. Mit Hamm stieg er 2010 in die Bundesliga auf. Anschließend bildete Hamm mit der Ahlener SG eine Spielgemeinschaft, die HSG Ahlen-Hamm, die nach dem Abstieg im Jahr 2011 aufgelöst wurde.
Der auslaufende Vertrag von Schumann beim ASV Hamm-Westfalen wurde nicht verlängert, somit verließ Schuhmann den Verein im Sommer 2012. Anschließend kurierte er eine Verletzung aus und trainierte ab Anfang 2013 sporadisch bei der HSG Nordhorn-Lingen mit. Im Juli 2013 unterschrieb er dort einen Vertrag. Nach der Saison 2017/18 beendete er seine Karriere.
Sein Länderspieldebüt gab Schumann am 4. Januar 2003 gegen Ungarn. Bereits einen Tag später bestritt er sein nächstes und bislang letztes Länderspiel gegen Tschechien. In diesen beiden Spielen erzielte er 4 Treffer.
Schumann übernahm nach seiner aktiver Karriere das Amt des Nachwuchschefs bei der HSG Nordhorn-Lingen. Ab der Saison 2022/23 war er zusätzlich als Co-Trainer der Herrenmannschaft tätig. Nachdem sich der Verein im Dezember 2023 vom Cheftrainer Daniel Kubeš getrennt hatte, übernahm Schumann das Traineramt. Seit der Saison 2024/25 ist er bei der HSG Nordhorn-Lingen wieder als Co-Trainer tätig.